# Cikole (Cimalaka)
Cikole is een bestuurslaag in het regentschap Sumedang van de provincie West-Java, Indonesië. Cikole telt 3011 inwoners (volkstelling 2010).